# It's Not That Deep
Singles
1. Empty
Sortie : 17 février 2017
2. RIP
Sortie : 14 juillet 2017
3. No Love
Sortie : 3 novembre 2017

It's Not That Deep est le premier EP de la chanteuse américaine Olivia O'Brien, sorti le 17 novembre 2017,,. 

## Thèmes et paroles
Les titres de l'EP parlent principalement de sujets péjoratifs, comme le fait de noyer son mal-être dans l'alcool dans le morceau d'ouverture Tequilawine, de rejeter ses sentiments dans Fuck Feelings, ou bien de se sentir vide de toute émotion dans Empty. Mais O'Brien y traite également des sujets touchant à l'amour, comme par exemple de voir le véritable visage de son amour dans No Love, ou encore de faire une croix sur un ancien amant dans RIP.

## Liste des pistes
1. Tequilawine (3:26)
2. Fuck Feelings (3:01)
3. Empty (3:28)
4. No Love (3:22)
5. RIP (3:28)

Tous les titres sont écrits par O'Brien elle-même, avec l'aide de Nick Ruth sur Empty, de Josh Ievi sur No Love et de Drumaq, David Park et Nicholas Balding sur RIP. 

## Liste des références
1. ↑  (en) « Dive Into The Realness Of Olivia O'Brien's 'It's Not That Deep' EP », MTV News,‎ 17 novembre 2017 (lire en ligne, consulté le 18 novembre 2017)
2. ↑  (en-GB) « It's Not That Deep - EP by Olivia O'Brien on Apple Music », sur itunes.apple.com (consulté le 19 novembre 2017)
3. ↑  (en) « It's Not That Deep - EP by Olivia O'Brien », sur Genius (consulté le 19 novembre 2017)